# Фридрих Вилхелм I Адолф (Насау-Зиген)
Фридрих Вилхелм I Адолф (на немски: Friedrich Wilhelm I Adolf; * 20 февруари 1680, † 13 февруари 1722) е княз на Насау-Зиген (1707 – 1722). Той построява Долния дворец в Зиген.

## Живот
Той е най-възрастният син на Вилхелм Мориц княз на Насау-Зиген, и Ернестина Шарлота от Насау-Диленбург.
При смъртта на баща му Фридрих Вилхелм е на 11 години. Затова регентството в Насау-Зиген поема първо Йохан Франц Дезидератус, след това неговият син Вилхелм Хиацинт. Едва след въстание против лошата политика на Вилхелм Хиацинт на 29 март 1707 г. Фридрих Вилхелм може да поеме наследството си.
Последван е от сина му Фридрих Вилхелм II.

## Фамилия
Първи брак: на 7 януари 1702 г. с принцеса Елизабет Франциска фон Хесен-Хомбург (* 6 януари 1681, † 12 ноември 1707), дъщеря на ландграф Фридрих II фон Хесен-Хомбург. Двамата имат децата:
- Шарлота Фридерика (1702 – 1785)

∞ 1725 г. княз Леополд фон Анхалт-Кьотен (1694 – 1728)
∞ 1730 г. граф Албрехт Волфганг фон Шаумбург-Липе (1699 – 1748)
- София Мария (*/† 1704)
- Сибила Хенриета (1705 – 1712)
- Фридрих Вилхелм II (1706 – 1734)

∞ 1728 г. графиня София Поликсена Конкордия фон Сайн-Витгенщайн
- София Елизабет (1707 – 1708)

Втори брак: на 13 април 1708 г. с принцеса Амалия Луиза от Курландия (* 23 юли 1687, Митау, Курландия; † 18 януари 1750, Зиген), дъщеря на херцог Фридрих II Казимир Кетлер от Курландия и Земгале, и съпругата му графиня София Амалия фон Насау-Зиген. След смъртта му тя управлява в Насау-Зиген като регентка за заварения си син. От този брак са децата:
- София Вилхелмина Аделхайд (1709 – 1710)
- Карл Фридрих (*/1710)
- Шарлота Вилхелмина (*/† 1771)
- Августа Албертина (1712 – 1742), ∞ Карл Фридрих Вилхелм фон Сайн-Витгенщайн-Хоенщайн (1708 – 1756)
- Лудвиг Фердинанд (1714 – 1715)
- Каролина Амалия Адолфина (1715 – 1752), ∞ Христиан Август фон Золмс-Лаубах (1714 – 1784)
- Вилхелм Мориц (1717 – 1719)
- Елизабет Хедвиг (1719 – 1789), ∞ 1743 г. Карл Фридрих Вилхелм фон Сайн и Витгенщайн-Хоенщайн (1708 – 1756)